# ريكي مارلو
ريكي مارلو (بالإنجليزية: Ricky Marlowe)‏ هو لاعب كرة قدم بريطاني في مركز الهجوم، ولد في 10 أغسطس 1950 في إدنبرة في المملكة المتحدة. لعب مع برايتون أند هوف ألبيون وديربي كاونتي وشروزبري تاون ونادي ألدرشوت ونادي ويمبلدون.